# Carbajosa de la Sagrada
Carbajosa de la Sagrada es un municipio y localidad española de la provincia de Salamanca, en la comunidad autónoma de Castilla y León. Se integra dentro de la comarca del Campo de Salamanca (Campo Charro). Pertenece al partido judicial de Salamanca.
Su término municipal está formado por la localidad de Carbajosa, Carpihuelo, El Montalvo, Pelagarcía y Navahonda, ocupa una superficie total de 13,71 km² y tiene una población de 7636 habitantes (INE 2024).
El patrón de este municipio es San Roque, cuya festividad se celebra el 16 de agosto.

## Toponimia
El nombre de Carbajosa de la Sagrada deriva de la denominación Carvayosa la Sagrada, con la cual aparece recogida la localidad en un documento de diciembre de 1248, conservado en el Archivo Histórico Nacional, mediante el cual se fijaba en 200 maravedíes una compraventa por una heredad en la localidad.
Se trata de un nombre de lugar relativamente común en las provincias leonesas. Los robles han recibido localmente el nombre de carbajos y carbizos. La forma patrimonial en el occidente leonés es carvayo < carvalio, con un valor genérico ‘roble’, cuya castellanización conduce a carbajo, nunca a carballo; en Zamora, solo en áreas cercanas al gallego-portugués se registra, con regularidad, la forma palatal: carvalho, carvallo. Es abundantísima la progenie toponímica de esta base en Galicia. En contexto salmantino generalmente se alude a la especie melojo (Quercus pyrenaica). Cerca de La Mata de Armuña está Carbajosa de Armuña, alusiva a una formación boscosa de robles, que probablemente se agarraban al pequeño teso y laguna a cuyo pie se asienta la localidad.

## Símbolos

### Escudo
El escudo heráldico que representa al municipio fue aprobado el 28 de julio de 1998 con el siguiente blasón:

«Escudo cortado. Primero tres encinas, como bien colocadas, dos y una, de sinople, sobre oro, armas parlantes significativas del nombre Carbajosa. En el segundo cuartel o inferior, de plata, un capelo canonigal de sable, con sus respectivos cordones colgantes del sombrero, rematando respectivamente con tres borlas, también de lo mismo, uno y dos, sobre plata. Al timbre, Corona Real cerrada»
Boletín Oficial del Estado nº 211 de 3 de septiembre de 1998

## Historia

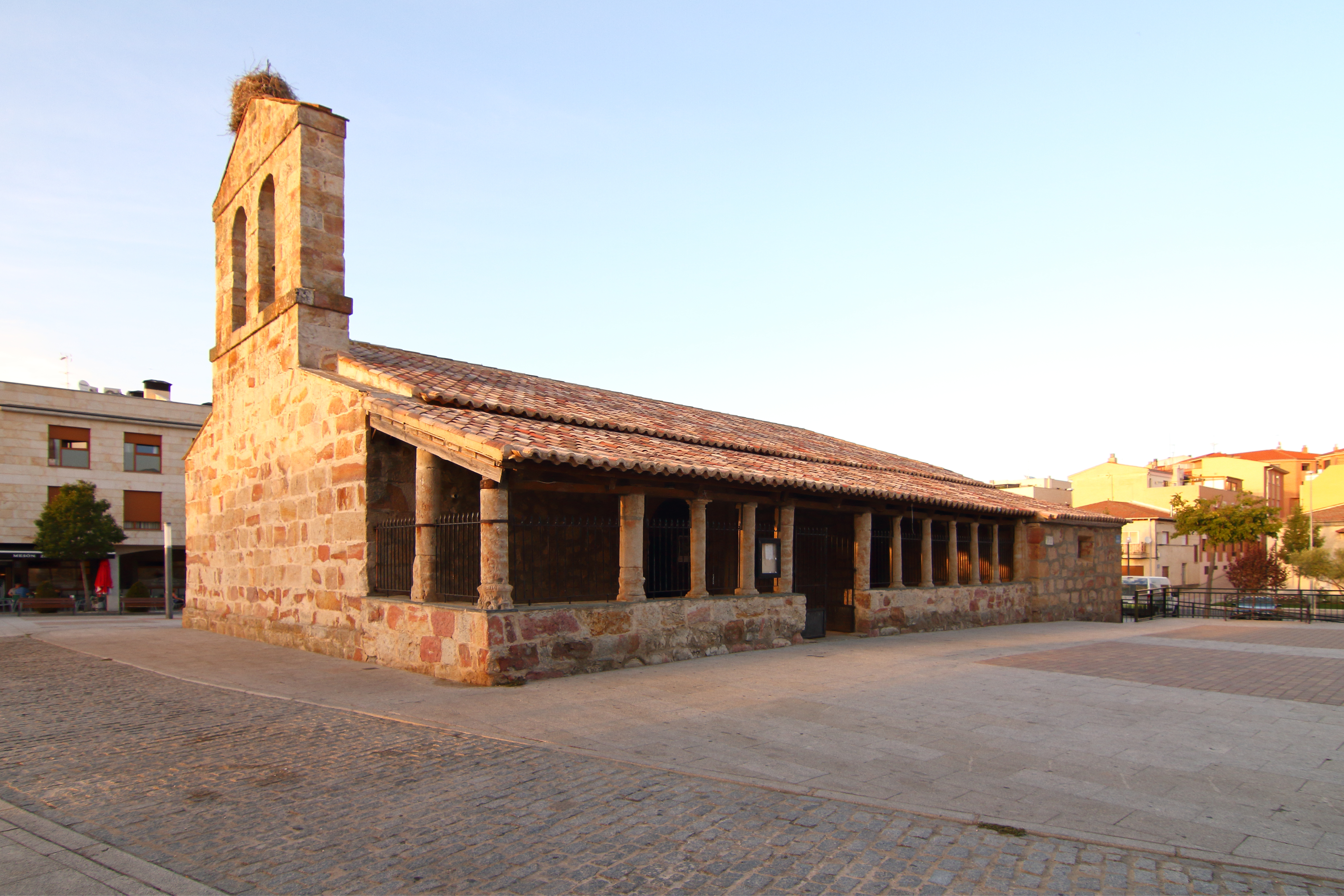
Iglesia de Nª Sra. de la Asunción

Carbajosa fue fundada por el rey Alfonso IX de León a inicios del siglo XIII, quedando encuadrada la localidad en el cuarto de Peña del Rey de la jurisdicción de Salamanca, dentro del Reino de León.
Ya en la Edad Contemporánea, en el contexto de la guerra de la Independencia española el campo de batalla de Arapiles fue muy representativo en las batallas de 1812, teniendo Carbajosa de la Sagrada una gran importancia en los prolegómenos de esta batalla, ya que el ejército aliado acampo en Carbajosa y en sus alrededores, por lo que podremos encontrar el nombre de la localidad en multitud de libros publicados en Inglaterra y Francia mostrando en ellos su importante papel en la batalla que sucedió el 22 de julio de 1812.
Finalmente, con la creación de las actuales provincias en 1833, Carbajosa de la Sagrada quedó encuadrada en la provincia de Salamanca, dentro de la Región Leonesa.
Hacia mediados del siglo XIX, el lugar, ya por entonces con ayuntamiento propio, tenía contabilizada una población de 160 habitantes. Aparece descrito en el quinto volumen del Diccionario geográfico-estadístico-histórico de España y sus posesiones de Ultramar de Pascual Madoz con las siguientes palabras:

CARBAJOSA DE LA SAGRADA: l. con ayunt. al que está agregada la alq. Pelagarcia, en la prov., part. jud. y dióc. de Salamanca (1 leg.), aud. terr. y c. g. de Valladolid: sit. sobre peñascos en un valle bastante húmedo, por cuya razon es el clima frio, y se padecen como enfermedades mas comunes, tercianas y cuartanas. Se compone de 44 casas, escuela de primeras letras dotada con 500 rs., y una igl. parr. de 2.°ascenso, dedicada á la Asuncion, y servida por un cura: para el surtido del vecindario existen 2 fuentes de buen agua dentro del pueblo y una en el térm. Este confina por N. con el de Sta. Marta (1/2 leg.); E. Montalvo (id.); S. Pinilla (1/4), y O. Arapiles (1/2): el terreno es bastante bueno y comprende 1,324 huebras de labor y pasto, de primera calidad en su mayor parte. prod.: trigo, cebada, garbanzos, guisantes, muelas, algarrobas, y algun ganado lanar, churro y merino, que es el preferido. ind. la agricola y ganaderia. pobl.: 36 vec. 160 alm. cap. terr. prod. 82,550 rs.; imp. 3,933; valor de los puestos públicos 3,410. En las inmediaciones de este pueblo, y sitio llamado los Villares, hay señales de haber existido en lejanos tiempos, alguna pobl., ó al menos edificios notables, pues con motivo de haberse hecho algunas escavaciones, se han descubierto restos de tales edificios, con frisos adornados de relieves y algunos arcos que debieron servir de acueductos; pero como todo se halla soterredo no se ha podido hasta el dia examinar las formas de estas ruinas, frisos y pavimentos.
(Madoz, 1846, p. 528)

## Demografía
Carbajosa de la Sagrada cuenta con una población de 7636 habitantes (INE 2024).
| Gráfica de evolución demográfica de Carbajosa de la Sagrada entre 1842 y 2021                                       |
| |
| Población de derecho según los censos de población del INE Población de hecho según los censos de población del INE |

Carbajosa es el municipio de Salamanca en el que más se ha incrementado la población entre el 1 de enero de 2000 y el 1 de enero de 2011. Según las cifras aprobadas oficialmente con referencia a 1 de enero de 2011 (RD 1782/2011 de 16 de diciembre) la población de la localidad se incrementó entre estos años en un 271,15 %, siendo así mucho mayor que el de otros municipios como Villamayor de Armuña (en el que este incremento ha sido de un 127,13 %), Villares de la Reina (103,86 %), Cabrerizos (98,16%) y Santa Marta de Tormes (40,84 %). Además, Carbajosa de la Sagrada ha experimentado en el mismo periodo el mayor incremento de la población de la provincia de Salamanca en términos absolutos, con un aumento de 4539 habitantes. Le siguen Santa Marta de Tormes, con 4307, Villamayor de Armuña, con 3688, y Villares de la Reina, con 3013.
Como consecuencia de estos datos, Carbajosa de la Sagrada ha pasado de ocupar en el año 2000 el puesto número 15 entre los municipios con mayor población de la provincia al puesto número 7 y con una mínima diferencia en cuanto al número de habitantes con los dos municipios que ocupan los puestos 5 y 6, Peñaranda de Bracamonte y Villamayor de Armuña. Si bien el mayor crecimiento del municipio corresponde a la época del boom urbanístico, es destacable que desde su práctica desaparición en el año 2008 la población de Carbajosa ha continuado incrementándose con tasas importantes (más de 1000 habitantes) debido al dinamismo del mercado de la vivienda en alquiler y al número de nacimientos anuales por la composición de una población mayoritariamente joven.
En este sentido, es reseñable que en el último año (del 1 de enero de 2010 al 1 de enero de 2011), Carbajosa de la Sagrada ha sido también la localidad de la provincia en la que más se ha incrementado la población (226 habitantes), frente a la pérdida de habitantes de algunos de los municipios más grandes de Salamanca (la capital, Béjar y Ciudad Rodrigo).
Con fecha de 1 de diciembre de 2011, Carbajosa de la Sagrada tiene 6509 habitantes empadronados. Si bien, y por un exhaustivo estudio que se realizó hace unos años, se calcula que existen en la actualidad en torno a 300 habitantes más que no están empadronados. En este municipio, y a diferencia de lo que sucede en la mayoría, el número de empadronados es menor al real. Un hecho que se considera lógico ya que los nuevos habitantes no se suelen preocupar de empadronarse hasta que no tienen necesidad (bien por la utilización de algunos servicios municipales o bien para beneficiarse de los descuentos fijados para personas empadronadas en la realización de diferentes actividades).
Los mayores sectores de la población están constituidos por los habitantes que tienen entre 30 y 45 años, que suman cerca del 40 % del total; y por los niños de 0 a 12 años (el 25 %). Por el contrario, la población de más de 60 años no llega al 7 %. Por lo que se puede concluir, que se trata de una población predominantemente joven, en unos términos inusuales en España y mucho menos en Castilla y León.

### Núcleos de población

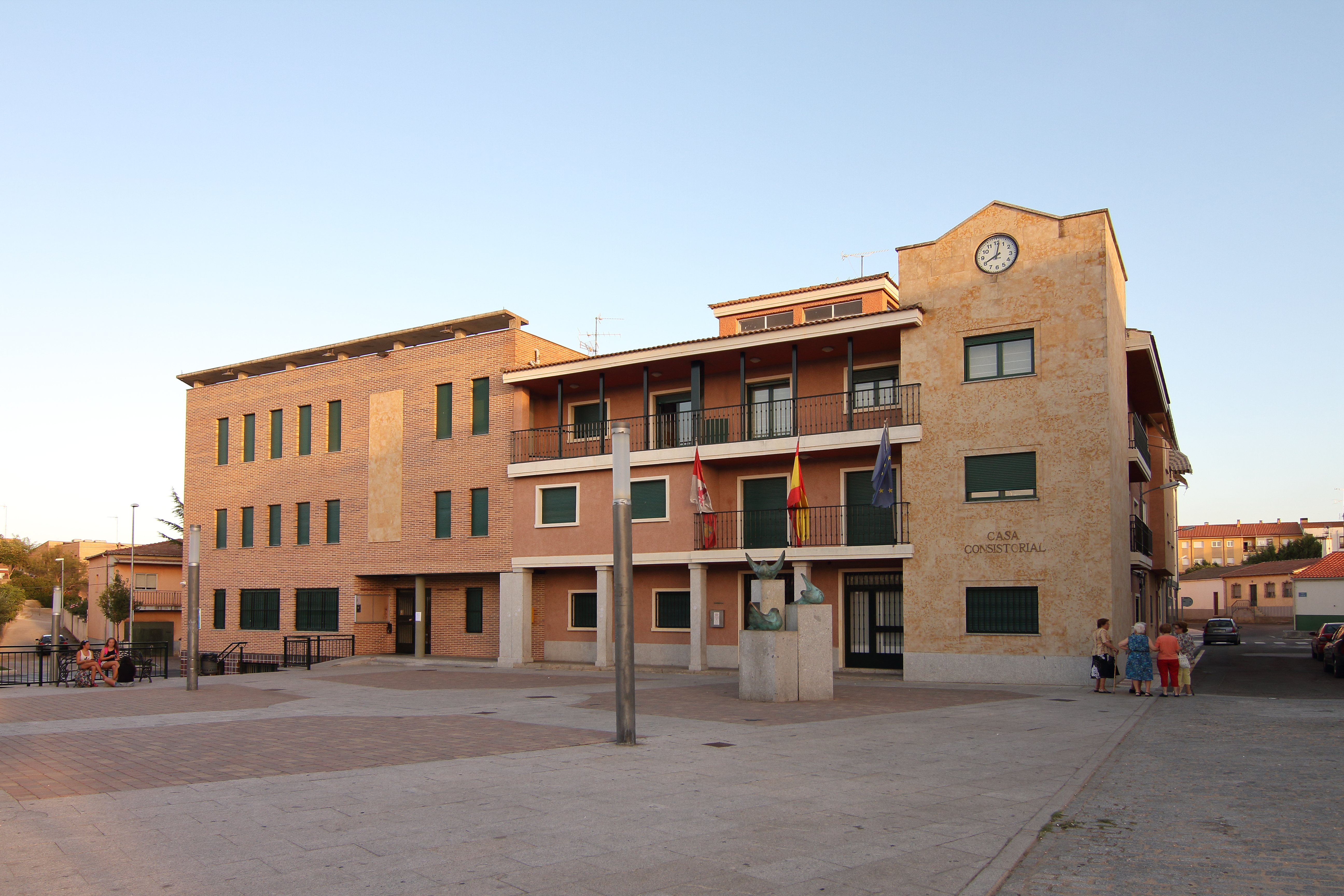
Casa consistorial

El municipio se divide en varios núcleos de población, que poseían la siguiente población en 2017 según el INE.
| Núcleo de población     | Población |
| ----------------------- | --------- |
| Carbajosa de la Sagrada | 6.840     |
| Carpihuelo              | 5         |
| Pelagarcía              | 3         |

### Transporte y comunicaciones
El municipio se integra dentro del área metropolitana de Salamanca, a menos de 10 km del centro de la capital, por lo que está muy bien comunicado por carretera y cuenta en las inmediaciones con acceso directo a la autovía de la Cultura que une Salamanca con Ávila, a la autovía Ruta de la Plata que une Gijón con Sevilla y a la SA-20, que actúa como circunvalación sur de la ciudad, permitiendo todas ellas unas comunicaciones rápidas de Carbajosa con el resto del país. Destaca además la carretera CL-510 que nace en el municipio y llega hasta Piedrahíta.
En cuanto al transporte público se refiere, tras el cierre de la ruta ferroviaria de la Vía de la Plata, no existen servicios de tren en el municipio ni en los vecinos, siendo la estación de Salamanca la más cercana. Cuenta con un servicio regular de varias líneas de autobús que unen con la capital provincial y otras localidades del área metropolitana y que cuentan con varias frecuencias por hora en los días laborables que disminuyen en los sábados y domingos. Por otro lado el aeropuerto de Salamanca es el más cercano, estando a unos 18 km de distancia.

## Administración y política

### Gobierno municipal
| Periodo   | Nombre                     | Partido | Partido                                  |
| --------- | -------------------------- | ------- | ---------------------------------------- |
| 1979-1983 | Juan Jesús García Vicente  |         | Unión de Centro Democrático (UCD)        |
| 1983-1987 | Franco Isidro Pérez        |         | Alianza Popular (AP)                     |
| 1987-1991 | Alfonso González Rodríguez |         | Partido Socialista Obrero Español (PSOE) |
| 1991-1995 | Juan J. García Vicente     |         | Partido Popular (PP)                     |
| 1995-2003 | Leocadio Hernández Crespo  |         | Partido Popular (PP)                     |
| 2003-2007 | Alfonso González Rodríguez |         | Independiente                            |
| 2007-2009 | Juan José Martín Cilleros  |         | Partido Socialista Obrero Español (PSOE) |
| 2009-2023 | Pedro Samuel Martín        |         | Partido Popular (PP)                     |

| Partido político                                         | 2023  | 2023  | 2023       | 2019  | 2019  | 2019       | 2015  | 2015  | 2015       | 2011  | 2011  | 2011       | 2007  | 2007  | 2007       | 2003  | 2003  | 2003       |
| Partido político                                         | %     | Votos | Concejales | %     | Votos | Concejales | %     | Votos | Concejales | %     | Votos | Concejales | %     | Votos | Concejales | %     | Votos | Concejales |
| Partido Popular (PP)                                     | 61,21 | 2124  | 8          | 44,63 | 1478  | 7          | 35,60 | 999   | 5          | 53,99 | 1441  | 8          | 33,85 | 764   | 4          | 41,80 | 619   | 5          |
| Partido Socialista Obrero Español (PSOE)                 | 21,38 | 742   | 3          | 18,42 | 610   | 3          | 16,04 | 450   | 2          | 24,32 | 649   | 3          | 39,48 | 891   | 5          | 33,29 | 493   | 4          |
| Ciudadanos (CS)                                          | 8,47  | 294   | 1          | 21,56 | 714   | 3          | 18,85 | 529   | 3          | —     | —     | —          | —     | —     | —          | —     | —     | —          |
| Vox                                                      | 7,80  | 271   | 1          | —     | —     | —          | —     | —     | —          | —     | —     | —          | —     | —     | —          | —     | —     | —          |
| Carbajosa Avanza (CA)                                    | —     | —     | —          | 6,07  | 201   | 0          | —     | —     | —          | —     | —     | —          | —     | —     | —          | —     | —     | —          |
| Izquierda Unida (IU)                                     | —     | —     | —          | 3,77  | 125   | 0          | 8,84  | 248   | 1          | 4,35  | 116   | 0          | 3,32  | 75    | 0          | —     | —     | —          |
| Podemos                                                  | —     | —     | —          | 2,39  | 79    | 0          | —     | —     | —          | —     | —     | —          | —     | —     | —          | —     | —     | —          |
| Unión Progreso y Democracia (UPyD)                       | —     | —     | —          | 1,69  | 56    | 0          | 6,49  | 182   | 1          | 6,56  | 175   | 1          | —     | —     | —          | —     | —     | —          |
| Carbajosa Independiente (CI)                             | —     | —     | —          | —     | —     | —          | 6,77  | 190   | 1          | 7,34  | 96    | 1          | 7,44  | 689   | 1          | —     | —     | —          |
| Corporación Carbajosa Libre (CCL)                        | —     | —     | —          | —     | —     | —          | 5,13  | 144   | 0          | —     | —     | —          | —     | —     | —          | —     | —     | —          |
| Carbajosa Nuevo Futuro (CNF)                             | —     | —     | —          | —     | —     | —          | —     | —     | —          | —     | —     | —          | 12,36 | 279   | 1          | —     | —     | —          |
| Unión del Pueblo Salmantino (UPSa)                       | —     | —     | —          | —     | —     | —          | —     | —     | —          | —     | —     | —          | 1,28  | 29    | 0          | —     | —     | —          |
| Democracia Nacional (DN)                                 | —     | —     | —          | —     | —     | —          | —     | —     | —          | —     | —     | —          | 0,22  | 5     | 0          | —     | —     | —          |
| Candidatura Independiente Carbajosa de la Sagrada (CICS) | —     | —     | —          | —     | —     | —          | —     | —     | —          | —     | —     | —          | —     | —     | —          | 22,35 | 331   | 2          |

#### Evolución de la deuda viva municipal
El concepto de deuda viva contempla solo las deudas con cajas y bancos relativas a créditos financieros, valores de renta fija y préstamos o créditos transferidos a terceros, excluyéndose, por tanto, la deuda comercial. 
| Gráfica de evolución de la deuda viva del Ayuntamiento entre 2008 y 2023                                          |
| |
| Deuda viva del Ayuntamiento de Carbajosa de la Sagrada, en miles de euros, según datos del Ministerio de Hacienda |